# Мохаммад Джавад Заріф
Мохаммад Джавад Заріф (перс. محمدجواد ظریف پیرانشهری; нар. 7 січня 1960, Тегеран) — іранський дипломат, міністр закордонних справ Ірану (2013—2021).

## Освіта
Закінчив Тегеранський університет і вищу школу міжнародних досліджень Університету Денвера (штат Колорадо, США), отримавши ступінь доктора філософії, потім закінчив відділення міжнародних відносин Каліфорнійського університету в Сан-Франциско (США).

## Кар'єра
До 1989 року — перший помічник міністра закордонних справ Ірану Алі Акбара Велаяті.
У 1989–1992 рр.. — заступник постійного представника Ірану при ООН.
У 1992–2002 рр.. — заступник міністра закордонних справ з міжнародних відносин і права. У 1993 році очолив делегацію Ірану в Іраку на переговорах щодо спірних питань, що залишилися після війни 1980—1988 рр.., а також про долю військовополонених.
Одночасно був професором міжнародного права Тегеранського університету, входив до редакторських рад ряду наукових журналів, зокрема «Журналу з питань міжнародних відносин та іранської зовнішньої політики», в яких публікував статті з роззброєння, прав людини, міжнародного права і регіональним конфліктам.
У 2000 році був головою Комісії ООН з роззброєння.
5 серпня 2002 — 6 липня 2007 рр.. — Постійний представник ІРІ при ООН.
У 2003–2005 рр.. був членом делегації ІРІ, очолюваної Хасаном Роухані (з 3 серпня 2013 року — президент ІРІ) на міжнародних переговорах щодо іранської ядерної програми.
2007–2010 рр.. — старший радник міністра закордонних справ Манучехр Моттакі.
З 2007 року викладає в Школі міжнародних відносин Тегеранського університету.
У 2010–2012 рр.. — віце-президент з міжнародних відносин Ісламського університету Азад, найбільшого недержавного вищого навчального закладу в Ірані та на Близькому Сході.
З 15 серпня 2013 до 25 серпня 2021 року — міністр закордонних справ Ірану.
Мохаммад Джавад Заріф обіймав посаду віце-президента Ісламської Республіки Іран з 1 серпня 2024 року по 11 серпня 2024 року, перш ніж піти у відставку.

## Інше
Мохаммад Джавад Заріф входить у виконавчі органи реформістської Партії творців Ірану («Каргозаран»).
Автор книги «Самооборона в міжнародному праві та політиці» (Самозахист в галузі міжнародного права та політики), виданої в Університеті Денвера (штат Колорадо, США) в 1988 році.
Одружений, має доньку та сина.